# Мильцов
Мильцов (нем. Miltzow) — община в Германии, в земле Мекленбург-Передняя Померания.
Входит в состав района Северная Передняя Померания. Подчиняется управлению Мильцов.  Население составляет 1394 человека (на 31 декабря 2006 года). Занимает площадь 24,09 км².